# Frères de Saint Patrick
Les frères de Saint-Patrick (appelés Frères patriciens) (en latin: Congregation Fratrum a Sancto Patricio) forment une congrégation laïque masculine de droit pontifical vouée à l'enseignement chrétien de la jeunesse. Destinée à la formation chrétienne de la jeunesse, la congrégation est fondée en 1808 et reçoit l'approbation pontificale en 1888.

## Historique
La congrégation est fondée à Tullow en Irlande, le 2 février 1808, après l'abolition d'une partie des lois pénales discriminatoires contre les catholiques de 1695-1727. Son fondateur est le prélat irlandais Mgr Daniel Delany (1747-1814), évêque de Kildare et Leighlin. L'institut obtient le decretum laudis du Saint-Siège le 6 janvier 1888 et ses constitutions sont définitivement approuvées le 8 septembre 1893.

## Œuvres et diffusion
Les frères se vouent à l'instruction et à l'éducation chrétienne avec des écoles primaires et secondaires, des écoles de formation professionnelle, des orphelinats.
Ils sont présents en :
- Irlande (37 frères dans 7 maisons)
- États-Unis (8 frères dans 2 maisons)
- Inde (81 frères dans 10 maisons)
- Kenya (26 frères dans 5 maisons)
- Australie
- Papouasie-Nouvelle-Guinée (27 frères dans 8 maisons).

En 2003 la congrégation comptait 207 frères et 42 maisons. Leur maison généralice est à Kildare avec le noviciat et la maison d'études.

## Source
- (it) Cet article est partiellement ou en totalité issu de l’article de Wikipédia en italien intitulé « Fratelli di San Patrizio » (voir la liste des auteurs).